# Jenkins (Familienname)
Jenkins ist ein englischer Familienname.

## Herkunft und Bedeutung
Der Name entstand aus Jenkin – Diminutiv zu Jean (später John), deutsch etwa „Jöhnchen“ „Johännchen“ – mit patronymischem Genitiv-s.

## Varianten
- Jenkyns, Jenkin

## Namensträger

### A
- Alan Jenkins (* 1947), englischer Rennwagenkonstrukteur
- Albert Gallatin Jenkins (1830–1864), US-amerikanischer Politiker, Offizier der Konföderierten Staaten
- Alexander Jenkins (1802–1864), US-amerikanischer Politiker
- Allen Jenkins (1900–1974), US-amerikanischer Schauspieler
- Andy Jenkins (* 1971), englischer Dartspieler
- Anton Down-Jenkins (* 1999), neuseeländischer Wasserspringer
- Art Jenkins (1934–2012), US-amerikanischer Jazzmusiker und Komponist
- Arthur Jenkins (Politiker) (1884–1946), walisischer Politiker
- Arthur Jenkins (Musiker) (1936–2009), US-amerikanischer Musiker
- Austin Jenkins (* 1989), US-amerikanischer Wrestler; siehe Adam Cole

### B
- Barry Jenkins (* 1979), US-amerikanischer Regisseur und Drehbuchautor
- Billy Jenkins (Artist) (eigentlich Erich Rudolf Otto Rosenthal; 1885–1954), deutscher Artist, Schauspieler und Autor
- Billy Jenkins (Musiker) (* 1956), britischer Musiker
- Billy Jenkins (Footballspieler) (* 1974), US-amerikanischer American-Football-Spieler
- Billy Jenkins (Schauspieler) (* 2007), britischer Schauspieler
- Branden Jacobs-Jenkins (* 1984), amerikanischer Dramatiker
- Bruce Sterling Jenkins (1927–2023), US-amerikanischer Richter und Politiker

### C
- Carol Mayo Jenkins (* 1938), US-amerikanische Schauspielerin
- Carter Jenkins (* 1991), US-amerikanischer Filmschauspieler
- Charles Jenkins (Basketballspieler) (* 1989), US-amerikanischer Basketballspieler
- Charles Jenkins Sr. (* 1934), US-amerikanischer Sprinter
- Charles Jenkins, Jr. (* 1964), US-amerikanischer Leichtathlet
- Charles Francis Jenkins (1867–1934), US-amerikanischer Erfinder
- Charles J. Jenkins (1805–1883), US-amerikanischer Politiker (Georgia)
- Charles Robert Jenkins (1940–2017), US-amerikanischer Soldat
- Chris Jenkins, US-amerikanischer Tontechniker
- Christopher Martin-Jenkins (1945–2013), englischer Cricketjournalist

### D
- Daniel Jenkins (* 1963), US-amerikanischer Schauspieler und Sänger
- Dallas Jenkins (* 1975), US-amerikanischer Regisseur, Drehbuchautor und Produzent
- David Jenkins (Umweltingenieur) (1935–2021), US-amerikanischer Umweltingenieur
- David Jenkins (Eiskunstläufer) (* 1936), US-amerikanischer Eiskunstläufer
- David Jenkins (Leichtathlet) (* 1952), schottischer Leichtathlet
- David Jenkins, Baron Jenkins (1899–1969), britischer Jurist
- David Edward Jenkins (1925–2016), britischer Geistlicher der Church of England; von 1984 bis 1994 Bischof von Durham
- Dean Jenkins (* 1959), US-amerikanischer Eishockeyspieler
- Dennis Jenkins, US-amerikanischer Archäologe

### E
- Ed Jenkins (1933–2012), US-amerikanischer Politiker
- Edward Jenkins (Politiker) (1838–1910), britischer Politiker
- Edward Jenkins (Priester) (1902–1996), britischer anglikanischer Priester
- Edward Jenkins (Footballspieler) (* 1950), US-amerikanischer American-Football-Spieler
- Elisha Jenkins (1772–1848), US-amerikanischer Politiker
- Elizabeth Jenkins (1905–2010), britische Schriftstellerin, Erzählerin und Biografin
- Ella Jenkins (1924–2024), US-amerikanische Folkmusikerin
- Ellis Jenkins (* 1993), walisischer Rugby-Union-Spieler
- Evan Jenkins (* 1960), US-amerikanischer Politiker

### F
- Farish A. Jenkins (1940–2012), US-amerikanischer Paläontologe
- Ferguson Jenkins (* 1942), kanadischer Baseballspieler
- Florence Foster Jenkins (1868–1944), US-amerikanische Sopranistin
- Frank Lynn Jenkins (1870–1927), britischer Bildhauer
- Freddy Jenkins (1906–1978), US-amerikanischer Jazz-Trompeter des Swing

### G
- Gareth Jenkins (* 1951), walisischer Rugbyspieler und -trainer
- Garin Jenkins (* 1966), walisischer Rugby-Union-Spieler
- George Jenkins (Politiker) (1878–1957), australischer Politiker (South Australia)
- George Jenkins (1908–2007), US-amerikanischer Artdirector und Szenenbildner
- George Jenkins (Musiker) (1911–1967), US-amerikanischer Jazzmusiker
- Gethin Jenkins (* 1980), walisischer Rugby-Union-Spieler
- Gordon Jenkins (1910–1984), US-amerikanischer Musiker, Komponist und Arrangeur
- Greg Jenkins (Snookerspieler) (* 1962), australischer Snooker- und Poolbillardspieler
- Greg Jenkins (Basketballspieler)  (* 1982), US-amerikanischer Basketballspieler
- Greg Jenkins (Footballspieler) (* 1989), US-amerikanischer American-Football-Spieler

### H
- Harold Jenkins (Literaturwissenschaftler) (1909–2000), britischer Literaturwissenschaftler und Shakespeare-Forscher
- Hayes Alan Jenkins (* 1933), US-amerikanischer Eiskunstläufer
- Hazel Jenkins (* 1960), südafrikanische Politikerin und Premierministerin der Provinz Nordkap
- Heinke Jenkins (* 1937), britische Malerin und Grafikerin
- Helen Jenkins (* 1984), britische Profi-Triathletin und Weltmeisterin 2008
- Henry Jenkins (* 1958), US-amerikanischer Geisteswissenschaftler
- Horace Jenkins (* 1974), US-amerikanischer Basketballspieler
- Hugh Jenkins, Baron Jenkins of Putney (1908–2004), britischer Politiker und Gewerkschafter
- Hugh S. Jenkins (1903–1976), US-amerikanischer Jurist und Politiker

### I
- Ian Jenkins (Politiker) (* 1941), schottischer Politiker
- Ian Jenkins (Mediziner) (1944–2009), britischer Mediziner und General
- Ian Jenkins (Archäologe), britischer Klassischer Archäologe
- Ian Jenkins (Eiskunstläufer) (* 1962), britischer Eiskunstläufer und Choreograf

### J
- Jackie Jenkins (1937–2001), US-amerikanischer Kinderdarsteller
- James Allister Jenkins (1923–2012), US-amerikanischer Mathematiker
- Janoris Jenkins (* 1988), US-amerikanischer American-Football-Spieler
- Jarmere Jenkins (* 1990), US-amerikanischer Tennisspieler
- Joe Jenkins (* 2003), englischer Rugbyspieler
- John Jenkins (Komponist) (1592–1678), englischer Komponist
- John Jenkins (Politiker) (1851–1923), australischer Politiker, Premierminister von South Australia
- John Jenkins (Jazzmusiker) (1931–1993), amerikanischer Jazzmusiker
- John Jenkins (Eiskunstläufer) (* 1970), britischer Eiskunstläufer
- John Jenkins (Footballspieler) (* 1989), US-amerikanischer American-Football-Spieler
- John Jenkins (Basketballspieler) (* 1991), US-amerikanischer Basketballspieler
- John I. Jenkins (* 1953), Präsident der University of Notre Dame
- John J. Jenkins (1843–1911), US-amerikanischer Politiker
- Johnny Jenkins (1939–2006), US-amerikanischer Musiker
- Julika Jenkins (* 1971), deutsche Schauspielerin
- Julius Jenkins (* 1981), US-amerikanischer Basketballspieler

### K
- Karl Jenkins (* 1944), walisischer Komponist und Jazzmusiker
- Katherine Jenkins (* 1980), walisische Sängerin (Mezzosopran)
- Keith Jenkins (* 1943), britischer Historiker
- Ken Jenkins (* 1940), US-amerikanischer Schauspieler, Drehbuchautor und Regisseur
- Kris Jenkins (* 1979), US-amerikanischer Footballspieler

### L
- LaTasha Jenkins (* 1977), US-amerikanische Leichtathletin
- Lemuel Jenkins (1789–1862), US-amerikanischer Politiker
- Leoline Jenkins (1625–1685), Gelehrter, Jurist und Politiker
- Leeroy Jenkins, Spielercharakter aus dem Computerspiel World of Warcraft
- Leroy Jenkins (1932–2007), US-amerikanischer Komponist und Free-Jazz-Musiker
- Lew Jenkins (1916–1981), US-amerikanischer Boxer
- Louise Jenkins, Mädchenname von Louise Meriwether (1923–2023), afroamerikanische Schriftstellerin
- Louise Freeland Jenkins (1888–1970), US-amerikanische Astronomin
- Lynn Jenkins (* 1963), US-amerikanische Politikerin

### M
- Malcolm Jenkins (* 1987), US-amerikanischer American-Football-Spieler
- Margaret Jenkins (* 1942), US-amerikanische Tänzerin und Choreographin
- Mark Jenkins (Schauspieler) (* 1943), US-amerikanischer Schauspieler
- Mark Jenkins (Musiker) (* 1960), britischer Musiker
- Mark Jenkins (Künstler) (* 1970), US-amerikanischer Künstler
- Marvin Jenkins (1932–2005), US-amerikanischer Musiker
- Max Jenkins (Schauspieler) (* 1985), US-amerikanischer Schauspieler
- Max Jenkins (Radsportler) (* 1986), US-amerikanischer Radrennfahrer
- Maxwell Jenkins, US-amerikanischer Schauspieler
- Megs Jenkins (1917–1998; eigentlich Muguette Mary Jenkins), britische Schauspielerin
- Micah Jenkins (1835–1864), Brigadegeneral der Konföderierten Staaten von Amerika
- Michael Jenkins (Diplomat) (1936–2013), britischer Diplomat
- Michael Jenkins (Regisseur) (1946–2024), australischer Regisseur, Produzent und Filmautor
- Michael J. Jenkins (* 1986), US-amerikanischer Basketballspieler
- Mick Jenkins (* 1991), US-amerikanischer Hip-Hop-Musiker
- Mike Jenkins (* 1985), US-amerikanischer Footballspieler
- Mitchell Jenkins (1896–1977), US-amerikanischer Politiker
- Mykel Shannon Jenkins (* 1969), US-amerikanischer Schauspieler

### N
- Neil Jenkins (Sänger) (* 1945), englischer Opernsänger (Tenor)
- Neil Jenkins (Rugbyspieler) (* 1971), walisischer Rugby-Union-Spieler
- Neil Jenkins (Fußballspieler) (* 1982), englischer Fußballspieler
- Newell Sill Jenkins (1840–1919), US-amerikanischer Zahnarzt und Forscher

### O
- Oliver P. Jenkins (1850–1934), US-amerikanischer Fischkundler
- Owen John Jenkins, britischer Diplomat

### P
- Pat Jenkins (1911–2006), US-amerikanischer Jazzmusiker
- Patty Jenkins (* 1971), US-amerikanische Filmregisseurin
- Paul Jenkins (1923–2012), US-amerikanischer Maler
- Paul Jenkins (Schauspieler) (1938–2013), US-amerikanischer Schauspieler
- Paulina D. Jenkins (* um 1945), britische Zoologin (Säugetiere)
- Philip Jenkins (* 1952), britischer Historiker

### R
- Rayshawn Jenkins (* 1994), US-amerikanischer American-Football-Spieler
- Rebecca Jenkins (* 1959), kanadische Schauspielerin, Sängerin
- Reuben Ellis Jenkins (1896–1975), US-amerikanischer Generalleutnant
- Richard Jenkins (* 1947), US-amerikanischer Schauspieler

- Robert Jenkins (Kapitän) (vor 1731–nach 1745), englischer Handelskapitän
- Robert Jenkins (Politiker, 1769) (1769–1848), US-amerikanischer Politiker (Pennsylvania)
- Robert Jenkins (Politiker, 1900) (1900–1978), britischer Politiker
- Robert Thomas Jenkins (1881–1969), walisischer Gelehrter und Historiker
- Robert Ellis Jenkins (1940–2023), US-amerikanischer Fischkundler
- Robert Jenkins (Zoologe) (1947–2023), australischer Herpetologe

- Romilly James Heald Jenkins (1907–1969), britischer Byzantinist und Neogräzist
- Ronald Jenkins (1907–1975), britischer Bauingenieur
- Ross Jenkins (Fußballspieler, 1951) (* 1951), englischer Fußballspieler
- Ross Jenkins (Fußballspieler, 1990) (* 1990), englischer Fußballspieler
- Roy Jenkins (1920–2003), britischer Politiker

### S
- Sacha Jenkins (1971–2025), US-amerikanischer Produzent, Journalist und Filmemacher
- Sandra Jenkins (* 1961), kanadische Curlerin
- Sanela Diana Jenkins (* 1973), US-amerikanische Unternehmerin
- Sara Jenkins (1941–2020), kanadische Schwimmerin
- Scoville Jenkins (* 1986), US-amerikanischer Tennisspieler
- Simon Jenkins (* 1943), englischer Kolumnist und Journalist
- Snuffy Jenkins (1908–1990), US-amerikanischer Countrymusiker
- Stephan Jenkins (* 1964), US-amerikanischer Musiker

### T
- Tamara Jenkins (* 1962), US-amerikanische Drehbuchautorin, Schauspielerin und Regisseurin
- Tammy Jenkins (* 1971), neuseeländische Badmintonspielerin
- Taylor Jenkins (* 1984), US-amerikanischer Basketballtrainer
- Terry Jenkins (* 1963), englischer Dartspieler
- Thomas Jenkins (Maler) (1722–1798), britischer Maler, Kunstsammler und Antikenhändler
- Thomas A. Jenkins (Thomas Albert Jenkins; 1880–1959), amerikanischer Politiker
- Thomas Atkinson Jenkins (1868–1935), US-amerikanischer Romanist
- Timothy Jenkins (Politiker) (1799–1859), US-amerikanischer Politiker
- Timothy Jenkins (Schauspieler) (1949–2000), US-amerikanischer Schauspieler
- Timothy Jenkins (Sänger) (1951–1995), US-amerikanischer Opernsänger (Tenor)

- Tom Jenkins (Lehrer) (1797–1859), erster farbiger Lehrer im Vereinigten Königreich
- Tom Jenkins (Wrestler) (1872–1957), US-amerikanischer Wrestler
- Tom Jenkins (Baseballspieler) (1898–1979), US-amerikanischer Baseballspieler
- Tom Jenkins (Golfspieler) (* 1947), US-amerikanischer Golfspieler
- Tom Jenkins (Manager) (* 1959), kanadischer Manager

### W
- Walter Jenkins (1918–1985), US-amerikanischer Politikberater
- Willard Jenkins (* 1949), US-amerikanischer Musikjournalist, Autor, Musikproduzent und Rundfunkmoderator
- William Jenkins (Politiker) (1871–1944), britischer Politiker
- William Jenkins (Kurator), US-amerikanischer Fotograf und Ausstellungskurator
- William Albert Jenkins (1878–1968), britischer Politiker
- William Fitzgerald Jenkins, eigentlicher Name von Murray Leinster (1896–1975), US-amerikanischer Autor
- William L. Jenkins (* 1936), US-amerikanischer Politiker
- William Miller Jenkins (1856–1941), US-amerikanischer Politiker
- William Walter Jenkins (1921–1995), kanadischer Politiker
- Willie Jenkins (* 1981), US-amerikanischer Basketballspieler